# André Pevernage
André Pevernage també Andreas Pevernage o Andries Pevernage (1542 o 1543 a Harelbeke, prop de la vila de Courtrai, - Anvers, 30 de juliol de 1591) fou un polifonista de l'escola francoflamenca del Renaixement tardà.
Aprengué música en l'escola de la catedral de la seva ciutat natal, on fou infant de cor; més tard ocupà el càrrec de mestre de capella de la citada catedral, i, últimament, se l'anomenà director dels cors de Nostra Senyora d'Anvers. Publicà un llibre de cançons a cinc veus (Anvers, 1574), quatre llibres de cançons numerades a part, i el llibre de motets Cantiones sacrae (1578).
Els seus hereus publicaren: Missae quinque, sex et sept, voc. (Anvers, 1593); Cantiones sacrae ad praccionna Ecclesiae festa et dies dominicas totius anní... (Anvers, 1602), que bé podria ser una nova edició dels seus motets de 1578, i Laudes vespertinae Mariae, hymni venerabilis Sacramenti, hymni sive cantiones natalitiae (Anvers, 1604).
Publicà, a més, Pevernage una col·lecció de madrigals de diferents autors, amb el títol Harmonia celeste (Anvers, 1583). Algunes altres obres d'aquest compositor es troben en diferents antologies.